# Gimnocèfal
El gimnocèfal
(Pityriasis gymnocephala) és una espècie d'ocell, única del seu gènere (Pityrisis, Lesson, 1839) i de la família dels pitiriàsids (Pityriaseidae, 
Mayr et Amadon, 1951), que pertany a l'ordre dels passeriformes. És una espècie enigmàtica i poc comuna de la selva tropical de Borneo.

## Morfologia
- És un ocell de mida mitjana, que fa uns 25 cm de llargària.
- De color negre o gris molt fosc, amb cuixes vermelles, i també el cap, la gola, i el coll, amb gris a la zona auricular i una corona de plomes grogues.
- Una taca alar blanca visible en vol. Les femelles també tenen taques vermelles als costats.
- Bec negre, gros i ganxut, i cua curta. El capell està cobert per zones de pell grogues.
- Els joves tenen cuixes negres, taques auriculars vermelles i anell ocular també vermell.
- És una espècie sorollosa, amb una bona varietat de cants no musicals.[2]

## Hàbitat i distribució
Ocell endèmic de Borneo, viu a les terres baixes fins als 1.200 m, encara que la distribució és escassa, irregular i impredictible. Es troba tant en boscos primaris i secundaris de terres baixes, boscos pantanosos, incloent-hi la torba, boscos mixtos i manglars.

## Taxonomia
Les relacions d'aquesta espècie han estat controvertides. De vegades, s'ha col·locat en els prionòpids, cractícids, artàmids i còrvids. Actualment ha estat ubicada a la seva pròpia família, arran els estudis de Moyle et al. (2006)

## Hàbits
És una espècie sociable que es mou en petites manades de 6-10 aus sorolloses, pel dosser superior i mitjà del bosc, de vegades acompanyats d'altres grans aus forestals. Els seus moviments en el dosser són lents i pesats, i vola amb una ràpida i superficial batuda d'ales.

## Alimentació
S'alimenta principalment d'invertebrats grans, especialment ortòpters, escarabats, lepidòpters, cigales, tèrmits i aranyes que pleguen del fullatge dels arbres, branques i troncs. També mengen petits vertebrats i fruites.

## Reproducció
La conducta reproductora és poc coneguda.

## Conservació
La principal amenaça és la destrucció de l'hàbitat per tala dels boscos de les terres baixes primàries i la crema de boscos pantanosos de torba. L'espècie ha patit gairebé amb tota seguretat una disminució de la població. No obstant això, també habita en els boscos en els vessants menys afectats.